# Tropidischia xanthostoma
Tropidischia xanthostoma är en insektsart som först beskrevs av Scudder, S.H. 1861.  Tropidischia xanthostoma ingår i släktet Tropidischia och familjen grottvårtbitare. Inga underarter finns listade i Catalogue of Life.